# Nangpai Gosum II
Der Nangpai Gosum II ist ein Nebengipfel des Pasang Lhamu Chuli auf einem Gebirgskamm zur Südwestflanke des Cho Oyu an der tibetisch-nepalesischen Grenze im Khumbu Himal.
Die Bezeichnung der Gratgipfel und Höhenangaben waren und sind uneinheitlich. Gemäß Eberhard Jurgalski ist der Nangpai Gosum II 7321 m hoch, die Himalayan Database weist dem Nangpai Gosum II im Juli 2019 eine Höhe von 7287 m zu und nennt ihn alternativ Chamar. Der Nangpai Gosum I wird mit einer Höhe von 7321 m geführt.
Die nepalesische Regierung gab 2002 drei Gratgipfel zur Besteigung frei, der Nangpai Gosum II ist seit 2014 für Expeditionen zugänglich.
Im September 2016 scheiterte eine französische Viererseilschaft auf ca. 6700 m Höhe bei dem Versuch, den Nangpai Gosum II in direkter Linie über die Süd-Südwestwand zu begehen.
Am 3. Oktober 2017 wurde der Nangpai Gosum II von Jost Kobusch erstbestiegen. Kobusch benötigte für den Gipfelerfolg über die Südwand drei Tage, er wertete den Schwierigkeitsgrad der Begehung mit TD (Tres Difficile) gemäß dem International French Adjectival System (IFAS) „mit 65 bis 80 Grad steilen Eis- und Schneepassagen sowie Felskletterei im fünften und sechsten Grad“.
Der Nangpai Gosum II galt bis dahin als der vierthöchste unbestiegene Berg der Erde und als der höchste unbestiegene Berg Nepals.